# Sergio Solmi
Sergio Solmi, nome di battaglia Mario Rossetti (Rieti, 16 dicembre 1899 – Milano, 7 ottobre 1981), è stato un critico letterario, poeta, avvocato e partigiano italiano.

## Biografia
(Sergio Solmi, Sopra un vecchio tema)
Nato a Rieti, figlio dello storico Edmondo Solmi, all'età di otto anni si trasferì con la sua famiglia a Torino. Al Liceo Classico Gioberti ebbe tra i suoi docenti Attilio Momigliano. Partecipò giovanissimo come ufficiale di fanteria alla prima guerra mondiale. Studiò con passione i grandi autori della letteratura francese, (Montaigne, Arthur Rimbaud) e soprattutto le figure più rappresentative della letteratura italiana contemporanea, in particolare Giacomo Leopardi. Nel 1922 a Torino con Mario Gromo e Giacomo Debenedetti fondò la rivista letteraria Primo Tempo e l'anno dopo pubblicò le sue prime poesie Comete.
Al termine degli studi universitari, laureatosi in Giurisprudenza, iniziò a lavorare presso la Banca Commerciale Italiana come avvocato e consulente giuridico, occupazione che svolse per tutta la vita. Nel mondo culturale torinese di quel periodo conobbe Piero Gobetti con il quale condivise gli ideali di libertà maturati fin dall'instaurazione del regime fascista. Spinto dal grande pensatore torinese, Solmi iniziò a collaborare a La Rivoluzione liberale. Nel 1927 gli nacque il figlio Renato.
Negli anni quaranta Solmi partecipò attivamente anche alla Resistenza; in seguito alla sua detenzione presso il carcere di San Vittore nacquero i versi Aprile a San Vittore, una delle espressioni più intense della poesia partigiana, raccolti in seguito nel Quaderno di Mario Rossetti.
Dopo la seconda guerra mondiale, Solmi diresse La Rassegna d'Italia (fondata a Milano da Francesco Flora) e collaborò a diverse riviste, Il Baretti, Pegaso, Pan, Solaria. Nel 1948 per la poesia si aggiudicò il Premio Saint Vincent e l'anno dopo il premio Montparnasse. Vinse il premio Viareggio per due volte: nel 1963 per Scrittori negli anni e nel 1976 per la Luna di Laforgue. Dal 1968 fu membro dell'Accademia dei Lincei.

## Opere (parziali)

### Poesia
- Comete, Torino, 1923;
- Fine di stagione, Lanciano, 1933;
- Poesie, Milano, 1950;
- Levania e altre poesie, Milano, 1956;
- Dal balcone, Milano, 1968;
- Poesie complete, Milano, 1974.
- Poesie 1924 - 1972, a cura di Lanfranco Caretti, Mondadori, 1978.

### Saggistica
- Il pensiero di Alain, Milano, 1930;
- La salute di Montaigne e altri scritti di letteratura francese, Firenze, 1942;
- Giacomo Leopardi, Milano-Napoli, 1956;
- Scrittori negli anni, Milano, 1963;
- Scrìtti leopardiani, Milano, 1970;
- Meditazione sullo scorpione, Milano, 1972;
- Quaderno di traduzioni, Torino, 1969 e Quaderno di traduzioni, II, Milano, 1977;
- Saggi sul fantastico. Dall'antichità alle prospettive del futuro,Torino, 1978;
- Poesie, meditazioni e ricordi, a cura dì G. Pacchiano, Milano, 1983;
- Studi leopardiani Note su autori italiani e stranieri, Milano, 1987.

### Antologie
- Le meraviglie del possibile, in collaborazione con Carlo Fruttero, Torino, 1959.

### Opere complete
a cura di Giovanni Pacchiano, presso Adelphi (Milano)
- I. Poesie meditazioni e ricordi:
  - tomo 1. Poesie e versioni poetiche (1983);
  - tomo 2. Meditazioni e ricordi (1984).
- II. Studi leopardiani (in appendice: Note su autori classici italiani e stranieri) (1983).
- III. La letteratura italiana contemporanea:
  - tomo 1. Scrittori negli anni (in appendice: Note e recensioni. Ritratti di autori contemporanei. Due interviste) (1992);
  - tomo 2. Scrittori critici e pensatori del Novecento (in appendice: Frammenti di estetica e Note su autori stranieri) (1998).
- IV. Saggi di letteratura francese:
  - tomo 1. Il pensiero di Alain. La salute di Montaigne e altri saggi (2005);
  - tomo 2. Saggio su Rimbaud. La luna di Laforgue e altri scritti (2009).
- V. Letteratura e società. Saggi sul fantastico. La responsabilità della cultura. Scritti di argomento storico e politico (2000).
- VI. Scritti sull'arte (2011).

### Epistolari
- Carlo Betocchi, Lettere a Sergio Solmi, a cura di Michela Baldini, introduzione di Anna Dolfi, Roma, Bulzoni, 2006, ISBN 8878701149.
- Eugenio Montale e Sergio Solmi, Ciò che è nostro non ci sarà mai tolto. Carteggio 1918-1980, a cura di Francesca D'Alessandro, Appendice di prose inedite e ritrovate a cura di Letizia Rossi, Collana Quaderni, Macerata, Quodlibet, 2021, ISBN 978-88-229-0494-2.